# Junco

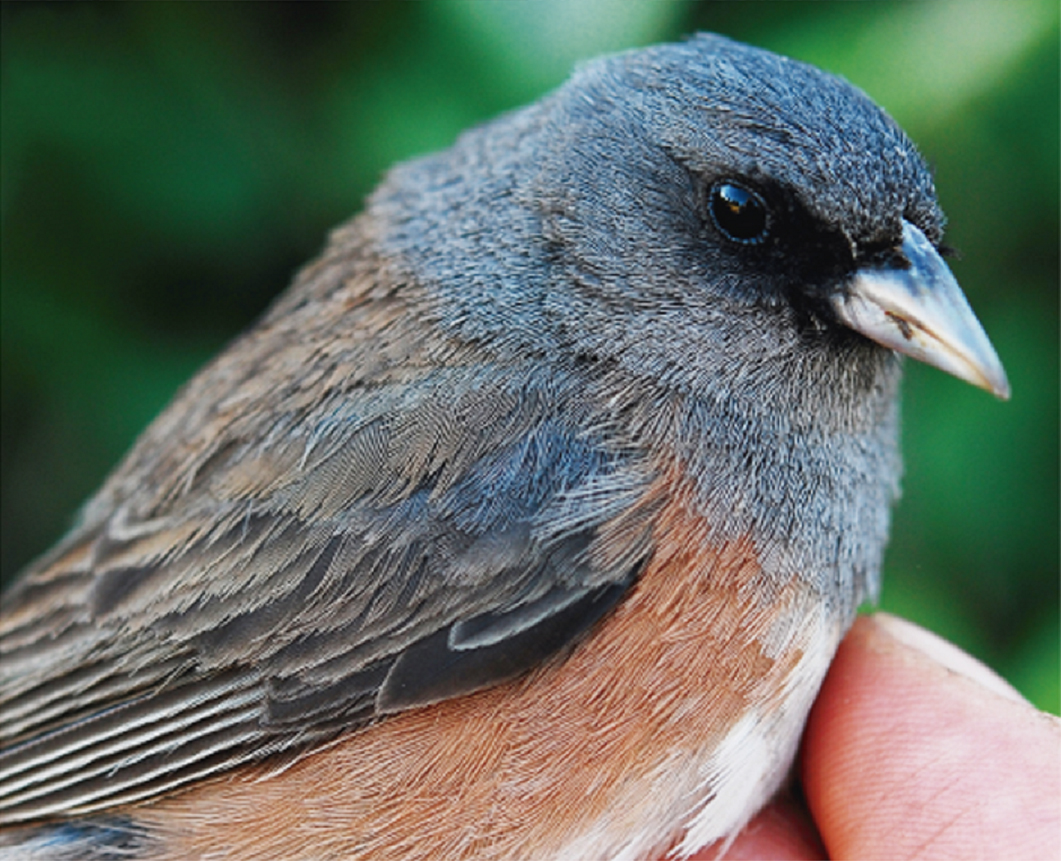
Strnadec guadalupský

Junco je jeden z několika rodů strnadců; další jsou Ammodramus, Emberizoides, Embernagra, Melospiza, Passerculus, Passerella, Xenospiza a Zonotrichia. Jedná se o drobné severoamerické ptáky, kteří jsou jednoduše zbarvení. Základní barvou zbarvení je hnědá, sekundárně pak šedá. Jméno rodu pochází ze španělského slova Juncus, což označuje rákos. Samotní strnadci se ale v rákosí pohybují jen vzácně, dávají přednost nízké trávě a suché půdě. Tito ptáci shánějí svoji potravu na zemi, v zimě je možné vidět je pást se v hejnech. Živí se především hmyzem a semeny.

## Popis
Strnadci obývají jehličnaté nebo smíšené lesy po celé Severní Americe, od subarktické tajgy, přes vysokohorské lesy Mexika až po jih Panamy. Ptáci nejsou nutně stěhovaví, avšak jedinci žijící v subarktických podnebích se běžně na zimu stěhují do teplejších krajin na jih.
Období hnízdění probíhá různě, v závislosti na druhu a výskytu, ale například u strnadců guadalupských hnízdění probíhá v období od února do června. Hnízdo bývá umístěné na nízkých keřích nebo stromech, bývají také dobře ukrytá. Samotná snůška většinou čítá dvě až tři malá vejce.
Vyjma strnadce guadalupského mají všechny druhy strnadců z rodu Junco dle IUCN status málo dotčený (LC). Právě strnadec guadalupský je druh s nestálou populací, jehož status není určen. Ke konci 19. století dokonce žilo jen něco přes sto kusů těchto ptáků. Strnadci jsou ohroženi nejen ztrátou přirozeného prostředí v důsledku aktivity lidí, ale nebezpečí pro ně představují i kočkovité šelmy a divoké kozy, které, právě v 19. století, spásaly obrovské plochy a mnoho strnadců tak umíralo v důsledku vyhladovění.

## Druhy
- Strnadec zimní (Junco hyemalis)
- Strnadec guadalupský (Junco insularis)
- Strnadec žlutooký (Junco phaeonotus)
- Strnadec vulkánový (Junco vulcani)